# Wallander (serie de televisión británica)
Wallander es una serie de televisión británica transmitida del 30 de noviembre del 2008 hasta el 5 de junio del 2016 por medio de la cadena BBC One. La serie estuvo basada en Kurt Wallander, el personaje de las novelas de misterio de Henning Mankell.
La serie contó con la participación de los actores invitados Vincent Regan, Lindsay Duncan, Orla Brady, Donald Sumpter, Søren Malling, Phyllis Logan, Malcolm Tierney, Maimie McCoy, Rupert Graves, Nicholas Hoult, Rebecca Ferguson, Lily Loveless, Saskia Reeves, Dhaffer L'Abidine, Ashley Madekwe, Hugh Mitchell, Luke Allen-Gale, entre otros...
En octubre del 2014 se anunció que la cadena había renovado la serie para una cuarta y última temporada, la cual fue transmitida en el 2016.

## Historia
La serie siguió al detective Kurt Wallander, un miembro de la comisaría de policía de Ystad, que debe luchar contra sus propios demonios a medida que trabaja en resolver una serie de crímenes extraños en el sur de Suecia.

## Personajes

### Personajes principales
| Actor           | Personaje          | Ocupación               | Episodios | Duración    |
| --------------- | ------------------ | ----------------------- | --------- | ----------- |
| Kenneth Branagh | Kurt Wallander     | Inspector de la Policía | 12        | 2008 - 2016 |
| Richard McCabe  | Dr. Sven Nyberg    | Patólogo Forense        | 11        | 2008 - 2016 |
| Jeany Spark     | Linda Wallander    | -                       | 10        | 2008 - 2016 |
| Sarah Smart     | Ann-Britt Höglund  | Inspectora              | 9         | 2008 - 2016 |
| Barnaby Kay     | Lennart Mattson    | Jefe de la Policía      | 5         | 2008 - 2016 |
| Mark Hadfield   | Stefan Lindeman    | Inspector               | 3         | 2012 - 2016 |
| Rebekah Staton  | Kristina Albinsson | Detective Sargento      | 3         | 2012 - 2016 |

### Personajes recurrentes
| Actor                | Personaje       | Ocupación                             | Episodios | Duración          |
| -------------------- | --------------- | ------------------------------------- | --------- | ----------------- |
| David Warner         | Povel Wallander | -                                     | 5         | 2008 - 2010, 2016 |
| Boel Larsson         | Ebba            | -                                     | 4         | 2008 - 2016       |
| Ingeborga Dapkūnaitė | Baiba Liepa     | Maestra de Música en la Academia Riga | 2         | 2012 - 2016       |
| Kitty Peterkin       | Klara von Enke  | -                                     | 2         | 2016              |
| Harry Hadden-Paton   | Hans von Enke   | -                                     | 2         | 2016              |
| Joe Claflin          | Tobias Eliasson | -                                     | 2         | 2016              |
| John Lightbody       | Dr. Öberg       | Doctor                                | 2         | 2016              |
| Ann Bell             | Louise von Enke | -                                     | 2         | 2016              |

### Antiguos personajes principales
| Actor            | Personaje          | Ocupación                                                | Episodios | Duración    |
| ---------------- | ------------------ | -------------------------------------------------------- | --------- | ----------- |
| Sadie Shimmin    | Lisa Holgersson    | -                                                        | 6         | 2008 - 2010 |
| Tom Hiddleston   | Magnus Martinsson  | -                                                        | 6         | 2008 - 2010 |
| Tom Beard        | Kalle Svedberg     | -                                                        | 3         | 2008        |
| Polly Hemingway  | Gertrude           | -                                                        | 3         | 2008 - 2010 |
| Saskia Reeves    | Vanja Andersson    | -                                                        | 2         | 2010 - 2012 |
| Zoltan Butuc     | Coronel Murnieks   | Oficial de la Estación Riga Police / exoficial de la KGB | 1         | 2012        |
| Artūrs Skrastiņš | Coronel Putnis     | Oficial de la Estación Riga Police HQ                    | 1         | 2012        |
| Donald Sumpter   | Fredik             | Agricultor                                               | 1         | 2012        |
| Con O'Neill      | Jan Petrus         | -                                                        | 1         | 2012        |
| Søren Malling    | Mayor Karlis Liepa | Detective Encubierto del Equipo Antidrogas de Riga       | 1         | 2012        |
| Lindsay Duncan   | Monika Westin      | Dueña de una Galería de Arte                             | 1         | 2012        |
| Maimie McCoy     | Anna Westin        | -                                                        | 1         | 2012        |
| Andrew Buckley   | Svensson           | Pastor                                                   | 1         | 2012        |

## Episodios
La serie estuvo conformada por 12 episodios y cuatro temporadas:
- La primera temporada tuvo tres episodios, basados en las novelas: La falsa pista (Sidetracked), Cortafuegos (Firewall) y Pisando los talones (One Step Behind), transmitida del 30 de noviembre al 14 de diciembre del 2008.
- La segunda temporada contó con tres episodios, basados en Asesino sin rostro (Faceless Killers), El hombre sonriente (The Man Who Smiled) y La quinta mujer (The Fifth Woman), transmitida del 3 de enero al 17 de enero del 2010.
- La tercera temporada tuvo tres episodios, basados en El suceso de otoño (An Event in Autumn), Los perros de Riga (The Dogs of Riga) y Antes de que hiele (Before the Frost), transmitida del 8 de julio al 22 de julio del 2012.
- La cuarta temporada tuvo tres episodios, basados en The White Lioness y The Troubled Man, transmitida del 22 de mayo al 5 de junio del 2016.

### Primera temporada (2008)
| N.º | # | Título            | Director(es)     | Guionista(s)                     | Espectadores R.U. (millón) | Fecha de estreno        |
| --- | - | ----------------- | ---------------- | -------------------------------- | -------------------------- | ----------------------- |
| 1 | 1 | «Sidetracked»     | Philip Martin    | Richard Cottan                   | 6.63                       | 30 de noviembre de 2008 |
| El detective Inspector Kurt Wallander intenta conectar el suicidio de una joven y el violento asesinato de un ministro del gobierno. Eventualmente descubre corrupción y delitos que se extienden al corazón del establishment sueco. |   |                   |                  |                                  |                            |                         |
| 2 | 2 | «Firewall»        | Niall MacCormick | Richard Cottan & Richard McBrien | 5.97                       | 07 de diciembre de 2008 |
| Un cuerpo es encontrado en un cajero, aparentemente una víctima de un ataque cardíaco, y luego dos adolescentes son arrestadas por el brutal asesinato de un taxista. Los dos casos se vuelven uno, llevando a una conspiración más allá de la frontera sueca. |   |                   |                  |                                  |                            |                         |
| 3 | 3 | «One Step Behind» | Philip Martin    | Richard Cottan                   | 5.71                       | 14 de diciembre de 2008 |
| En Midsommar, tres adolescentes disfrazados con ropa del siglo XVIII son asesinados a tiros en un bosque lejano. Uno de los colegas de Wallander muere. Wallander sabe que los crímenes están relacionados, pero su única pista es la fotografía de una mujer que nadie parece conocer en Suecia; su desesperación por atrapar al asesino antes que mate de nuevo se acrecienta. |   |                   |                  |                                  |                            |                         |

### Segunda temporada (2010)
| N.º | # | Título               | Director(es)     | Guionista(s)                  | Espectadores R.U. (millón) | Fecha de estreno    |
| --- | - | -------------------- | ---------------- | ----------------------------- | -------------------------- | ------------------- |
| 4 | 1 | «Faceless Killers»   | Hettie MacDonald | Richard Cottan                | 6.33                       | 03 de enero de 2010 |
| Wallander investiga el asesinato de una pareja de ancianos en una granja alejada, mientras que se filtran las últimas palabras de la mujer, lo que lleva a un estallido de represalias racistas en Ystad. El caso ocasiona que Wallander dude de sus habilidades como oficial de policía. |   |                      |                  |                               |                            |                     |
| 5 | 2 | «The Man Who Smiled» | Andy Wilson      | Richard Cottan & Simon Donald | 6.02                       | 10 de enero de 2010 |
| Un amigo contacta a Wallander, seguro de que su padre fue asesinado. Wallander se nieva a involucrarse, ya que está suspendido, pero pronto se convence que hay más en el caso. |   |                      |                  |                               |                            |                     |
| 6 | 3 | «The Fifth Woman»    | Aisling Walsh    | Richard Cottan                | 5.25                       | 17 de enero de 2010 |
| Un anciano observador de pájaros cae a su muerte en un asesinato meticulosamente planeado. En un caso supuestamente no conectado, un hombre desaparece y Wallander se acerca demasiado a uno de los sospechosos. Wallander cree estar en la pista de un asesino serial vengativo.         |   |                      |                  |                               |                            |                     |

### Tercera temporada (2012)
| N.º | # | Título               | Director(es)    | Guionista(s)  | Espectadores R.U. (millón) | Fecha de estreno    |
| --- | - | -------------------- | --------------- | ------------- | -------------------------- | ------------------- |
| 7 | 1 | «An Event in Autumn» | Toby Haynes     | Peter Harness | 6.91                       | 08 de julio de 2012 |
| Wallander se muda a una casa de ensueño con su nueva novia, pero su felicidad se interrumpe cuando se descubre el esqueleto de una niña en el jardín. Para que su vida vuelva a la normalidad, Wallander debe encontrar al asesino, pero el caso no está tan olvidado como él piensa.          |   |                      |                 |               |                            |                     |
| 8 | 2 | «The Dogs of Riga»   | Esther Campbell | Peter Harness | 5.78                       | 15 de julio de 2012 |
| Luego de que dos cadáveres del Este de Europa llegan en una balsa a la costa de Ystad, Wallander viaja a Letonia a buscar a los asesinos. En un mundo frío y extraño de mentiras y vigilancia policial, Wallander se ve enredado en una red de corrupción con nadie en quien confiar.          |   |                      |                 |               |                            |                     |
| 9 | 3 | «Before the Frost»   | Charles Martin  | Peter Harness | 5.01                       | 22 de julio de 2012 |
| Una amiga de la hija de Wallander ruega por su ayuda pero luego desaparece. Entretando, el cuerpo de una anciana cremada es encontrado en una tumba superficial. Con la mujer asesinada por un supuesto obsesivo religioso, Wallander debe atrapar al culpable antes de que ataque nuevamente. |   |                      |                 |               |                            |                     |

### Cuarta temporada (2016)
| N.º | # | Título              | Director(es)   | Guionista(s)  | Espectadores R.U. (millón) | Fecha de estreno    |
| --- | - | ------------------- | -------------- | ------------- | -------------------------- | ------------------- |
| 10 | 1 | «The White Lioness» | Benjamin Caron | James Dormer  | 5.18                       | 22 de mayo de 2016  |
| En una conferencia en Sudáfrica, Wallander se involucra en la investigación de la desaparición de un ciudadano sueco.                                                       |   |                     |                |               |                            |                     |
| 11 | 2 | «A Lesson in Love»  | Benjamin Caron | Peter Harness | 4.45                       | 29 de mayo de 2016  |
| Tras ser atacado por la noche por tres motociclistas, Wallander investiga el asesinato a cuchilladas de una mujer que tenía problemas con un club de motociclistas cercano. |   |                     |                |               |                            |                     |
| 12 | 3 | «The Troubled Man»  | Benjamin Caron | Peter Harness | 4.02                       | 05 de junio de 2016 |
| A pesar del avance del Alzheimer Wallander debe resolver el misterio de la desaparición del suegro de su hija y la muerte de la esposa del hombre.                          |   |                     |                |               |                            |                     |

## Premios y nominaciones
La serie ha recibido 25 nominaciones, entre ellas un premio al Globo de Oro y ha ganado 11 premios.
| Año  | Premio                            | Categoría                                              | Nominado(s)                                          | Resultado | Ref.  |
| ---- | --------------------------------- | ------------------------------------------------------ | ---------------------------------------------------- | --------- | ----- |
| 2009 | Primetime Emmy                    | Mejor actor - Miniserie o telefilme                    | Kenneth Branagh                                      | Nominado  | [ 4 ] |
| 2009 | Broadcasting Press Guild          | Mejor actor                                            | Kenneth Branagh                                      | Ganador   | [ 5 ] |
| 2009 | Broadcasting Press Guild          | Mejor serie - Drama                                    | Wallander                                            | Nominada  | [ 5 ] |
| 2009 | British Academy Television Awards | Mejor serie - Drama                                    | Wallander                                            | Ganadora  | [ 6 ] |
| 2009 | British Academy Television Awards | Títulos                                                |                                                      | Nominada  | [ 6 ] |
| 2009 | British Academy Television Awards | Mejor fotografía e iluminación ficción/entretenimiento | Anthony Dod Mantle                                   | Ganador   | [ 6 ] |
| 2009 | British Academy Television Awards | Mejor sonido ficción/entretenimiento                   | Bosse Persson, Lee Crichlow, Iain Eyre, Paul Hamblin | Ganadores | [ 6 ] |
| 2009 | British Academy Television Awards | Mejor diseño de producción                             | Jacqueline Abrahams                                  | Ganadora  | [ 6 ] |
| 2009 | British Academy Television Awards | Música original                                        | Martin Phipps                                        | Ganador   | [ 6 ] |
| 2009 | British Academy Television Awards | Premio de la audiencia                                 | Wallander                                            | Nominada  | [ 6 ] |
| 2010 | Globos de Oro                     | Mejor actor de miniserie o telefilme                   | Kenneth Branagh                                      | Nominado  | [ 7 ] |

## Producción
La serie fue producida por Daniel Ahlqvist, Simon Moseley y Sanne Wohlenberg, y contó con la participación de los productores ejecutivos Francis Hopkinson, Anne Mensah, Rebecca Eaton, Hans-Wolfgang Jurgen, Anni Faurby, Ole Søndberg, Kenneth Branagh y Andy Harries.[cita requerida]
La edición estuvo a cargo de Tony Cranstoun y Kristina Hetherington, y la fotografía, a cargo de Anthony Dod Mantle, Jan Jonaeus, Igor Martinovic y Lukas Strebel. Las compañías productoras Left Bank Pictures, Yellow Bird y TKBC fueron las encargadas de distribuir la serie.[cita requerida]
Yellow Bird, creada por el novelista sueco Henning Mankell, comenzó negociaciones con empresas británicas para producir una adaptación en el 2006. Al año siguiente, el actor Kenneth Branagh se reunió con Mankell para hablar sobre el papel principal. En enero del 2008, el director Philip Martin fue contratado como director principal de la serie, junto al director de fotografía Anthony Dod Mantle. Trabajaron juntos para establecer el estilo visual de la serie.[cita requerida]
La música utilizada como tema principal fue Nostalgia, de Emily Barker. La serie también contó con la participación de los compositores Martin Phipps y Vince Pope.[cita requerida]
La serie fue filmada en locaciones como Ystad y Skåne, en Suecia.[cita requerida]
En mayo del 2009, se anunció que la serie había sido renovada para una segunda temporada.

### Emisión en otros países
| País           | Título                                 | Cadenas/Línea | Fecha de Inicio                                                    | Fecha de Finalización |
| -------------- | -------------------------------------- | ------------- | ------------------------------------------------------------------ | --------------------- |
| Alemania       | Kommissar Wallander                    | ARD           | 29 de mayo de 2009                                                 | -                     |
| Australia      | -                                      | -             | 5 de diciembre de 2009                                             | -                     |
| Bulgaria       | Инспектор Валандер                     | -             | -                                                                  | -                     |
| Canadá         | -                                      | -             | -                                                                  | -                     |
| Dinamarca      | -                                      | DR Denmark    | -                                                                  | -                     |
| España         | Wallander                              | La 2          | 11 de septiembre de 2016                                           | -                     |
| Eslovenia      | -                                      | -             | -                                                                  | -                     |
| Estados Unidos | -                                      | PBS           | 10 de mayo de 2009                                                 | -                     |
| Finlandia      | -                                      | MTV3          | -                                                                  | -                     |
| Francia        | Les enquêtes de l'inspecteur Wallander | M6            | 19 de febrero de 2010                                              | -                     |
| Grecia         | Epitheoritis Wallander                 | -             | -                                                                  | -                     |
| Hungría        | Wallander                              | -             | 11 de junio de 2011                                                | -                     |
| Italia         | Wallander                              | -             | -                                                                  | -                     |
| Japón          | -                                      | -             | 17 de mayo de 2009                                                 | -                     |
| Noruega        | -                                      | TV2           | -                                                                  | -                     |
| Países Bajos   | -                                      | -             | marzo de 2009 (DVD) 16 de septiembre de 2009                       | -                     |
| Polonia        | Wallander                              | -             | -                                                                  | -                     |
| Portugal       | Wallander                              | -             | -                                                                  | -                     |
| Reino Unido    | -                                      | -             | 10 de noviembre de 2008 (proyección BAFTA) 30 de noviembre de 2008 | -                     |
| Rusia          | Валландер                              | -             | -                                                                  | -                     |
| Suecia         | -                                      | TV4           | 23 de noviembre de 2008                                            | -                     |